# 烏山神長中継局
烏山神長中継局（からすやまかながちゅうけいきょく）は、栃木県那須烏山市に置かれているテレビ中継局。

## 放送送信施設

### 地上デジタルテレビ放送送信設備
| リモコンキーID | 放送局名            | 物理チャンネル | 空中線電力 | ERP    | 放送対象地域 | 放送区域内世帯数 |
| 1              | NHK宇都宮総合テレビ | 16ch           | 10mW       | 11.5mW | 栃木県       | 171世帯          |
| 2              | NHK東京教育テレビ   | 26ch           | 10mW       | 11mW   | 全国         | 171世帯          |
| 3              | GYTとちぎテレビ     | 13ch           | 10mW       | 11mW   | 栃木県       | 171世帯          |
| 4              | NTV日本テレビ       | 25ch           | 10mW       | 11mW   | 関東広域圏   | 171世帯          |
| 5              | EXテレビ朝日        | 24ch           | 10mW       | 11mW   | 関東広域圏   | 171世帯          |
| 6              | TBSテレビ           | 22ch           | 10mW       | 11mW   | 関東広域圏   | 171世帯          |
| 7              | TXテレビ東京        | 23ch           | 10mW       | 11mW   | 関東広域圏   | 171世帯          |
| 8              | CXフジテレビ        | 21ch           | 10mW       | 11mW   | 関東広域圏   | 171世帯          |

- 2010年3月15日に開局。
- GYTとちぎテレビは、デジタル新局として開局。
- NHK総合テレビの県域放送は、2012年4月1日から実施。

### 地上アナログテレビ放送送信設備
| 放送局名          | チャンネル | 空中線電力          | ERP                 | 放送対象地域 | 放送区域内世帯数 |
| NHK東京総合テレビ | 35ch       | 映像100mW /音声25mW | 映像120mW /音声30mW | 関東広域圏   | -                |
| NHK東京教育テレビ | 47ch       | 映像100mW /音声25mW | 映像120mW /音声30mW | 全国         | -                |
| NTV日本テレビ     | 37ch       | 映像100mW /音声25mW | 映像120mW /音声30mW | 関東広域圏   | 180世帯          |
| TBSテレビ         | 39ch       | 映像100mW /音声25mW | 映像120mW /音声30mW | 関東広域圏   | 180世帯          |
| CXフジテレビ      | 41ch       | 映像100mW /音声25mW | 映像120mW /音声30mW | 関東広域圏   | 180世帯          |
| EXテレビ朝日      | 43ch       | 映像100mW /音声25mW | 映像120mW /音声30mW | 関東広域圏   | 180世帯          |
| TXテレビ東京      | 32ch       | 映像100mW /音声25mW | 映像120mW /音声30mW | 関東広域圏   | -                |

- テレビ東京を除く在京民放局は1978年7月3日に開局[1]し、全局2011年7月24日をもってすべて廃止された。
- GYTにはチャンネルが割り当てられていなかった。

## 所在住所
- 那須烏山市大字神長字神長中